# Hymenandra narayanaswamii
Hymenandra narayanaswamii är en viveväxtart som beskrevs av Madhavan Parameswarau Nayar och G.S. Giri. Hymenandra narayanaswamii ingår i släktet Hymenandra och familjen viveväxter. Inga underarter finns listade i Catalogue of Life.